# Campeonato Mundial de Tiro de 1898
El II Campeonato Mundial de Tiro se celebró en Turín (Italia) en el año 1898 bajo la organización de la Federación Internacional de Tiro Deportivo (ISSF) y la Federación Italiana de Tiro.

## Resultados

### Masculino
| Evento                             | Oro                              | Plata                         | Bronce                            |
| ---------------------------------- | -------------------------------- | ----------------------------- | --------------------------------- |
| Rifle 3 posiciones 300 m           | Achille Paroche Francia 936 pts. | Léon Moreaux Francia 932 pts. | Konrad Stäheli · Suiza · 904 pts. |
| Rifle 3 posiciones 300 m (equipos) | Francia 4447                     | Italia 4325                   | Suiza · 4216                      |
| Rifle en pos. tendida 300 m        | Léon Moreaux Francia 322         | Achille Paroche Francia 317   | Stefano Tirotti Italia 316        |
| Rifle en pos. de rodillas 300 m    | Konrad Stäheli · Suiza · 322     | Achille Paroche Francia 321   | Léon Moreaux Francia 318          |
| Rifle en pos. de pie 300 m         | Achille Paroche Francia 298      | Léon Moreaux Francia 292      | Auguste Cavadini Francia 284      |

## Medallero
| Núm. | País    | Oro | Plata | Bronce | Total |
| ---- | ------- | --- | ----- | ------ | ----- |
| 1    | Francia | 4   | 4     | 2      | 10    |
| 2    | Suiza   | 1   | 0     | 2      | 3     |
| 3    | Italia  | 0   | 1     | 1      | 2     |
|      | TOTAL   | 5   | 5     | 5      | 15    |